# Ховен, Вальдемар
Вальдемар Ховен (нем. Waldemar Hoven; 10 февраля 1903, Фрайбург-им-Брайсгау, Германская империя — 2 июня 1948, Ландсбергская тюрьма) — гауптштурмфюрер СС, главный врач концлагеря Бухенвальд.

## Биография
Вальдемар Ховен родился 10 февраля 1903 года во Фрайбурге. Его отец Петер Якоб Макс Ховен был военнослужащим, но за год до рождения сына ушел в отставку из рядов вооруженных сил и устроился на работу на почту. С 1909 года посещал городскую школу и гимназию. В 1917 году поступил в школу-интернат для мальчиков в Кёнигсфельде, в которой учились иностранцы. Не получив аттестат зрелости, Ховен уехал заграницу: с 1919 по 1921 год жил в Швеции и Дании, где работал в сельском хозяйстве. Впоследствии Ховен эмигрировал в США, где работал фермером и инспектором сельского хозяйства в Инглвуде и Миннеаполисе.
В 1925 году вернулся во Фрайбург, работал в бюро санатория, который принадлежал его семье. Этот санаторий посещали состоятельные гости, такие как итальянская графиня Висконти Ди Модроне (мать итальянского режиссёра Лукино Висконти), британский дипломат сэр Перси Лорейн, генерал-губернатор Малави сэр Хуберт Янг и британский политик Самюэль Хор. В 1929 году Ховен женился на Эмми Бруннер, в браке с которой родилось трое детей.
В 1930 году умер отец Ховена, и руководство санаторием перешло к его матери. В 1931 году Ховен вновь уехал заграницу. В Париже он работал секретарём и корреспондентом у барона Адольфа де Майера. Ховен делал для него переводы и составлял небольшие репортажи о светской жизни, за что получал жалование в 2000 марок.
В 1933 году вернулся в Германию. 1 ноября 1933 года был зачислен в ряды СС (№ 244594). В феврале 1935 года окончил реальное училище в Нойбурге, после чего изучал медицину в университетах Фрайбурга и Мюнхена. В 1937 году со второго раза сдал предварительный экзамен для медиков. 1 мая 1937 года вступил в НСДАП (билет № 5257152).
9 сентября 1939 года был призван в войска СС, где прошел базовую подготовку в пехотных войсках. 17 октября 1939 года сдал государственный экзамен и получил предварительную лицензию на медицинскую практику. 26 октября 1939 года был переведен в концлагерь Бухенвальд, где изначально работал в санчасти для заключенных. В январе 1940 года стал войсковым врачом, занимался медицинским обслуживанием охранного персонала лагеря. С июля 1942 года занимал должность главного врача лагеря. С января 1943 года был заместителем начальника отделения по изучению сыпного тифа и вирусов института гигиены войск СС в Бухенвальде под руководством Эрвина Динг-Шулера. Заместителем Ховена был Генрих Плаца, начальник патологоанатомического отделения в Бухенвальде. Старшей санитаром в отделении по исследованию тифа был капо Артур Дитцш.
Ховен, известный в лагере как «прекрасный Вальдемар», вместе с Эрвином Динг-Шулером проводил эксперименты по отравлению газом и испытания вакцин от тифа на отдельных заключенных. Он также отбирал больных заключенных для уничтожения в рамках акции 14f13, после которых они были убиты в центре смерти Бернбург, а также лично убивал заключенных с помощью инъекций эвипана и фенола. В 1941 году по распоряжению коменданта лагеря Карла Коха отобрал для уничтожения от 300 до 400 узников и после их убийства подделал их свидетельства о смерти. После войны было доказано, что Ховен отдавал приказы об уничтожении узников, а также сам совершал убийства. Кроме того, проводил опыты по испытанию высокотоксичного вещества аконитина на советских военнопленных.
В июле 1943 года Ховен получил степень доктора медицинских наук в университете Фрайбурга, защитив диссертацию по лечению туберкулеза под названием «Эксперименты по лечению легочного туберкулеза путем вдыхания углеродного  коллоида». Для этой научной работы Ховен провел серию экспериментов на узниках концлагерей, по меньшей мере пять из которых умерли в результате опытов. Работа, которую Герман Дольд оценил как «очень хорошую», была, как выяснилось после войны, написана узниками концлагеря Густавом Вегерером и Куртом Зитте. В апреле 1947 года университет лишил Ховена докторской степени.
Ховер был арестован 12 сентября 1943 года в ходе коррупционного скандала в Бухенвальде, связанного с бывшим комендантом Кохом, и вместе с другими обвиняемыми предстал перед судом СС и полиции в Касселе. Его обвиняли в убийстве, нападении, повлекшем смертельный исход, и других уголовных преступлениях. В сентябре 1943 года Ховен вместе с охранником Мартином Зоммером убил находившегося под арестом обершарфюрера СС Кёлера, который был потенциальным свидетелем на процессе о коррупции против Карла Коха и его жены Ильзы Кох, введя ему аконитин и инсценировав самоубийство. Судья СС Конрад Морген приговорил Ховена к смертной казни весной 1945 года. Ховен оставался в заключении в Бухенвальде в течение 18 месяцев, пока не был помилован в связи с нехваткой врачей и освобожден из тюрьмы 2 апреля 1945 года.
5 июня 1945 года был арестован военнослужащими американской армии, содержался в лагерях для интернированных лиц в Бад-Кройцнахе и Дахау. Ховен был одним из подсудимых Нюрнбергского процесса над врачами, проходившем с 9 декабря 1946 по 20 августа 1947 года. Он был приговорён к смертной казни через повешение за военные преступления, преступления против человечества и членство в преступных организациях (СС). 2 июня 1948 года приговор был приведен в исполнение в Ландсбергской тюрьме.